# Municipio de Penn Hills
El municipio de Penn Hills (en inglés: Penn Hills Township) es un municipio ubicado en el condado de Allegheny en el estado estadounidense de Pensilvania. En el año 2000 tenía una población de 46.809 habitantes y una densidad poblacional de 677.6 personas por km².

## Geografía
El municipio de Penn Hills se encuentra ubicado en las coordenadas 40°28′34″N 79°50′00″O / 40.47611, -79.83333.

## Demografía
Según la Oficina del Censo en 2000 los ingresos medios por hogar en la localidad eran de $39,960 y los ingresos medios por familia eran $46,971. Los hombres tenían unos ingresos medios de $36,143 frente a los $27,331 para las mujeres. La renta per cápita para la localidad era de $20,161. Alrededor del 7.5% de la población estaban por debajo del umbral de pobreza.